# Brixia nigeriana
Brixia nigeriana är en insektsart som beskrevs av Synave 1971. Brixia nigeriana ingår i släktet Brixia och familjen kilstritar. Inga underarter finns listade i Catalogue of Life.